# Phí Dương Quả
Phí Dương Quả (tiếng Trung: 费扬果, tiếng Mãn: ᡶᡳᠶᠠᠩᡤᡡ, Möllendorff: Fiyanggū, Abkai: Fiyanggv; 1620 – ?), còn được phiên âm là Phí Dương Cổ (费扬古), con trai thứ mười sáu và cũng là con trai út của Nỗ Nhĩ Cáp Xích. Phí Dương Quả được sinh ra vào tháng 10 năm Thiên Mệnh thứ 5 (1620), trong gia tộc Ái Tân Giác La, không rõ sinh mẫu là ai. Trong khoảng thời gian Hoàng Thái Cực tại vị, Phí Dương Quả vì phạm tội mà đã bị kết án tử hình và xóa bỏ tư cách tông thất. Đến năm Khang Hi thứ 52 (1713), Khang Hi Đế sợ tử tôn mai một, ban cho hậu duệ Phí Dương Quả mang "Hồng đái tử", phụ chép vào cuối Ngọc điệp.

## Tương quan

### Gia đình
Cuộc đời của Phí Dương Quả không hề có ghi chép gì nhiều, so với những người con khác của Nỗ Nhĩ Cáp Xích thì phải nói là cực kì thần bí. Căn cứ ghi chép của "Ngọc điệp", ông có tất cả bốn con trai, đều là đích xuất, trong đó con trai thứ 3 và thứ 4 đều mất vào khoảng 5–6 tuổi, vì vậy Phí Dương Quả chỉ còn lại 2 chi hậu duệ là Trưởng tử Nạp Tần (纳秦) và nhị tử Tài Quế (材桂). Chi của Nạp Tần, đến đời con trai độc nhất của Nạp Tần là A Mục Nhĩ Đồ (阿穆尔图) thì tuyệt tự. Chi của Tài Quế, đến thời cháu nội của Nạp Quế là Ni Nhã Cáp (尼雅哈) cũng tuyệt tự. Vì vậy đến đây, thân sinh huyết mạch của Phí Dương Quả chính thức đoạn tuyệt. Hậu duệ cuối cùng của Phí Dương Quả là Ni Nhã Cáp mất vào năm Khang Hi thứ 61 (1722), hương hỏa của Phí Dương Quả liền bị chặt đứt. Đến tháng 9 năm đó, Khang Hi Đế đặc biệt hạ chỉ lấy con trai thứ 7 của Cửu A ca Dận Đường là Tứ Bảo (四保) quá kế làm con thừa tự của Ni Nhã Cáp, tiếp tục kéo dài hương hỏa cho Phí Dương Cổ.
Nhưng việc thừa tự này cũng không kéo dài được lâu, sau khi Tứ Bảo quá kế, sinh được 2 người con trai, tổng cộng 4 cháu nội, nhưng cả bốn người đều chỉ có người thứ 3 là Đạt Thanh Ngạch (达清额) sinh hạ được dòng độc đinh Y Linh A (伊龄阿). Nhưng vị Y Linh A này được ghi chép trong Ngọc điệp như sau: "Sinh giờ Thìn, ngày 20 tháng 12 năm Đạo Quang nguyên niên. Năm mất không rõ", ngay cả thông tin phối ngẫu cũng không có ghi chép. Tình huống này thông thường đều là chết yểu. Nói cách khác, hương hỏa của Phí Dương Quả cuối cùng cũng bị chặt đứt vào thời Đạo Quang.

### Địa vị
Trước mắt có thể đoán là Phí Dương Quả là do một vị Thứ phi của Nỗ Nhĩ Cáp Xích sinh ra, trong xã hội Tông thất thời Thanh sơ, đích thứ phân biệt rõ ràng, vậy nên địa vị của Phí Dương Quả hẳn là cũng không cao. Về sau Phí Dương Quả tuyệt tự, Khang Hi Đế phái thứ tử của Dận Đường quá kế, xét thấy bản thân Khang Hi đánh giá rất thấp Dận Đường, mà còn đem con trai của Dận Đường do thiếp sinh ra quá kế qua, bởi vậy cũng có thể thấy được Phí Dương Quả trong Tông thất tương đối không được coi trọng.

### Khảo chứng về cái chết
Tình huống của Phí Dương Quả đã trở thành một nghi án của lịch sử. "Thanh sử cảo" ghi chép:
Năm Khang Hi thứ 52, Thánh Tổ mệnh tử tôn của Mãng Cổ Nhĩ Thái, Đức Cách Loại khôi phục Tông tịch. Tằng tôn của Phí Dương Quả là Tam đẳng Thị vệ Ni Nhã Cáp trình Tông Nhân phủ thỉnh khôi phục Tông tịch, Tông Nhân phủ tấu lên trên, Thánh Tổ viết "Chuyện này Trẫm đã biết, những không tường tận lắm. Phí Dương Quả, con trai Thái Tổ, thời Thái Tông vì đại tội mà bị xử tử".
Có thể thấy được, vì sao Phí Dương Quả bị xử tử, đến tận thời Khang Hi cũng là một "huyền án". Vì vậy đến hiện tại càng là khó khảo chứng.
Thời Thanh mạt Dân sơ, Đường Ban Trì biên soạn "Thanh hoàng thất tứ phổ", cho rằng Phí Dương Quả là do Kế phí Phú Sát thị sinh ra, vào tháng 12 năm Thiên Thông thứ 9 (1635), vì liên đới với Mãng Cổ Nhĩ Thái và Đức Cách Loại mà bị xử tử. Thuyết pháp này trong một khoảng thời gian ngắn rất được các học giả tin theo. Nhưng căn cứ theo các loại tin tức trong Phổ điệp hiện nay, loại suy luận này vốn là sai lầm.
Căn cứ theo "Thái Tổ mạch hạ tử tôn trực đương" của Ngọc điệp, Phí Dương Quả có tất cả bốn con trai đều là đích xuất: con trưởng Nạp Tần, sinh tháng 10 năm 1632; con thứ Tài Quế sinh vào tháng 1 năm 1636; con thứ ba A Tần sinh vào tháng 5 năm 1638 và con út Nhã Tần sinh vào tháng 6 năm 1639. Theo Đường Ban Trì thì Phí Dương Quả bị xử tử vào tháng 12 năm 1635, cho dù xem Tài Quế là "di phúc tử" thì sự xuất hiện của A Tần và Nhã Tần đều không thể giải thích.
Mặt khác, căn cứ theo "Thái Tổ mạch hạ nữ tôn trực đương", Phí Dương Quả có tất cả hai người con gái, cũng đều là đích xuất: trưởng nữ sinh vào tháng 3 năm 1631 và thứ nữ sinh vào tháng 8 năm 1641. Qua đây có thể thấy rằng, đến năm 1640 Phí Dương Quả vẫn còn sống. Vì vậy, có thể ước lượng Phí Dương Quả bị xử tử trong khoảng thời gian giữa năm Sùng Đức thứ 5 (1640) và thứ 8 (1643).

## Gia quyến
- Cha: Thanh Thái Tổ Nỗ Nhĩ Cáp Xích
- Đích thê: Y Nhĩ Căn Giác La thị (伊爾根覺羅氏), con gái của Ba Đồ Lỗ Y Dương (巴圖魯伊陽).
- Con trai:

1. Nạp Thái (納泰; 1632 – 1674), sinh vào giờ Tý ngày 2 tháng 10 (âm lịch) năm Thiên Thông thứ 6, mẹ là Y Nhĩ Căn Giác La thị. Từng nhậm Đầu đẳng Thị vệ, tập tước Vân kỵ úy. Qua đời vào giờ Dậu ngày 16 tháng 11 năm Khang Hi thứ 13, thọ 47.
  - Thiếp: Từ thị (徐氏), con gái của Từ Đạt (徐達).
  - Con trai: A Mục Nhĩ Đồ (阿穆爾圖; 1655 – 1689), năm 1680 tập tước Vân kỵ úy.
2. Tài Quế (材桂; 1636 – 1684), sinh vào giờ Tỵ ngày 16 tháng 1 năm Sùng Đức đầu tiên, mẹ là Y Nhĩ Căn Giác La thị. Từng nhậm Tam đẳng Thị vệ, tập tước Vân kỵ úy. Qua đời vào giờ Tỵ ngày 6 tháng 7 năm Khang Hi thứ 23, hưởng thọ 48 tuổi.
  - Đích thê: Đới Giai thị (戴佳氏), con gái của Ông Ái (翁愛).
  - Con trai: A Lạt Bố Thản (阿喇布坦; 1680 – 1709), năm 1689 tập tước Vân kỵ úy.
    - Con trai: Ni Nhã Cáp (尼雅哈; 1695 – 1722), năm 1709 nhậm chức Tam đẳng Thị vệ.
3. A Thái (阿泰; 1638 – 1643), sinh vào giờ Dậu ngày 19 tháng 5 năm Sùng Đức thứ 3, mẹ là Y Nhĩ Căn Giác La thị. Qua đời vào giờ Tý ngày 18 tháng 8 năm Sùng Đức thứ 8, khi mới 5 tuổi.
4. Nhã Thái (雅泰; 1639 – 1643), sinh vào giờ Tuất ngày 9 tháng 6 năm Sùng Đức thứ 4, mẹ là Y Nhĩ Căn Giác La thị. Qua đời vào giờ Thìn ngày 12 tháng 6 năm Sùng Đức thứ 8 khi mới 4 tuổi.

- Con gái:

1. Trưởng nữ (1631 – ?), sinh ngày 23 tháng 3 năm Thiên Thông thứ 5.
2. Thứ nữ (1641 – ?), sinh ngày 27 tháng 8 năm Sùng Đức thứ 6.

## Phả hệ
- – Đại tông Phí Dương Quả
- – Hoàng đế

|                                            |                                            |                                            |                                            |                                            |                                            |  |  | Quá kế |  |                                                          |                                               |                                               |                                               |                                               |                                               |  |  |  |  |                                            |                                            |                                            |                                            |                                            |                                            |  |  |  |  |  |  |  |  |  |  |  |  |  |  |  |  |  |  |  |  |
|                                            |                                            |                                            |                                            |                                            |                                            |  |  |        |  |                                                          |                                               |                                               |                                               |                                               |                                               |  |  |  |  |                                            |                                            |                                            |                                            |                                            |                                            |  |  |  |  |  |  |  |  |  |  |  |  |  |  |  |  |  |  |  |  |
| Thanh Thái Tổ Nỗ Nhĩ Cáp Xích 1559 - 1626  |                                            |                                            |                                            |                                            |                                            |  |  |        |  |                                                          |                                               |                                               |                                               |                                               |                                               |  |  |  |  |                                            |                                            |                                            |                                            |                                            |                                            |  |  |  |  |  |  |  |  |  |  |  |  |  |  |  |  |  |  |  |  |
|                                            |                                            |                                            |                                            |                                            |                                            |  |  |        |  |                                                          |                                               |                                               |                                               |                                               |                                               |  |  |  |  |                                            |                                            |                                            |                                            |                                            |                                            |  |  |  |  |  |  |  |  |  |  |  |  |  |  |  |  |  |  |  |  |
|                                            |                                            |                                            |                                            |                                            |                                            |  |  |        |  |                                                          |                                               |                                               |                                               |                                               |                                               |  |  |  |  |                                            |                                            |                                            |                                            |                                            |                                            |  |  |  |  |  |  |  |  |  |  |  |  |  |  |  |  |  |  |  |  |
| Thanh Thái Tông Hoàng Thái Cực 1592 - 1643 | Thanh Thái Tông Hoàng Thái Cực 1592 - 1643 | Thanh Thái Tông Hoàng Thái Cực 1592 - 1643 | Thanh Thái Tông Hoàng Thái Cực 1592 - 1643 | Thanh Thái Tông Hoàng Thái Cực 1592 - 1643 | Thanh Thái Tông Hoàng Thái Cực 1592 - 1643 |  |  |        |  | Phí Dương Quả 1620 - ?                                   | Phí Dương Quả 1620 - ?                        | Phí Dương Quả 1620 - ?                        | Phí Dương Quả 1620 - ?                        | Phí Dương Quả 1620 - ?                        | Phí Dương Quả 1620 - ?                        |  |  |  |  |                                            |                                            |                                            |                                            |                                            |                                            |  |  |  |  |  |  |  |  |  |  |  |  |  |  |  |  |  |  |  |  |
| Thanh Thái Tông Hoàng Thái Cực 1592 - 1643 | Thanh Thái Tông Hoàng Thái Cực 1592 - 1643 | Thanh Thái Tông Hoàng Thái Cực 1592 - 1643 | Thanh Thái Tông Hoàng Thái Cực 1592 - 1643 | Thanh Thái Tông Hoàng Thái Cực 1592 - 1643 | Thanh Thái Tông Hoàng Thái Cực 1592 - 1643 |  |  |        |  | Phí Dương Quả 1620 - ?                                   | Phí Dương Quả 1620 - ?                        | Phí Dương Quả 1620 - ?                        | Phí Dương Quả 1620 - ?                        | Phí Dương Quả 1620 - ?                        | Phí Dương Quả 1620 - ?                        |  |  |  |  |                                            |                                            |                                            |                                            |                                            |                                            |  |  |  |  |  |  |  |  |  |  |  |  |  |  |  |  |  |  |  |  |
|                                            |                                            |                                            |                                            |                                            |                                            |  |  |        |  |                                                          |                                               |                                               |                                               |                                               |                                               |  |  |  |  |                                            |                                            |                                            |                                            |                                            |                                            |  |  |  |  |  |  |  |  |  |  |  |  |  |  |  |  |  |  |  |  |
| Thanh Thế Tổ Thuận Trị 1638 - 1661         | Thanh Thế Tổ Thuận Trị 1638 - 1661         | Thanh Thế Tổ Thuận Trị 1638 - 1661         | Thanh Thế Tổ Thuận Trị 1638 - 1661         | Thanh Thế Tổ Thuận Trị 1638 - 1661         | Thanh Thế Tổ Thuận Trị 1638 - 1661         |  |  |        |  | Vân Kỵ úy Nạp Thái 1632 - 1674                           | Vân Kỵ úy Nạp Thái 1632 - 1674                | Vân Kỵ úy Nạp Thái 1632 - 1674                | Vân Kỵ úy Nạp Thái 1632 - 1674                | Vân Kỵ úy Nạp Thái 1632 - 1674                | Vân Kỵ úy Nạp Thái 1632 - 1674                |  |  |  |  | Vân Kỵ úy Tài Quế 1636 - 1684              | Vân Kỵ úy Tài Quế 1636 - 1684              | Vân Kỵ úy Tài Quế 1636 - 1684              | Vân Kỵ úy Tài Quế 1636 - 1684              | Vân Kỵ úy Tài Quế 1636 - 1684              | Vân Kỵ úy Tài Quế 1636 - 1684              |  |  |  |  |  |  |  |  |  |  |  |  |  |  |  |  |  |  |  |  |
| Thanh Thế Tổ Thuận Trị 1638 - 1661         | Thanh Thế Tổ Thuận Trị 1638 - 1661         | Thanh Thế Tổ Thuận Trị 1638 - 1661         | Thanh Thế Tổ Thuận Trị 1638 - 1661         | Thanh Thế Tổ Thuận Trị 1638 - 1661         | Thanh Thế Tổ Thuận Trị 1638 - 1661         |  |  |        |  | Vân Kỵ úy Nạp Thái 1632 - 1674                           | Vân Kỵ úy Nạp Thái 1632 - 1674                | Vân Kỵ úy Nạp Thái 1632 - 1674                | Vân Kỵ úy Nạp Thái 1632 - 1674                | Vân Kỵ úy Nạp Thái 1632 - 1674                | Vân Kỵ úy Nạp Thái 1632 - 1674                |  |  |  |  | Vân Kỵ úy Tài Quế 1636 - 1684              | Vân Kỵ úy Tài Quế 1636 - 1684              | Vân Kỵ úy Tài Quế 1636 - 1684              | Vân Kỵ úy Tài Quế 1636 - 1684              | Vân Kỵ úy Tài Quế 1636 - 1684              | Vân Kỵ úy Tài Quế 1636 - 1684              |  |  |  |  |  |  |  |  |  |  |  |  |  |  |  |  |  |  |  |  |
| Thanh Thánh Tổ Khang Hi 1654 - 1722        | Thanh Thánh Tổ Khang Hi 1654 - 1722        | Thanh Thánh Tổ Khang Hi 1654 - 1722        | Thanh Thánh Tổ Khang Hi 1654 - 1722        | Thanh Thánh Tổ Khang Hi 1654 - 1722        | Thanh Thánh Tổ Khang Hi 1654 - 1722        |  |  |        |  | Vân kỵ úy A Mục Nhĩ Đồ 1655 - 1680 - 1689                | Vân kỵ úy A Mục Nhĩ Đồ 1655 - 1680 - 1689     | Vân kỵ úy A Mục Nhĩ Đồ 1655 - 1680 - 1689     | Vân kỵ úy A Mục Nhĩ Đồ 1655 - 1680 - 1689     | Vân kỵ úy A Mục Nhĩ Đồ 1655 - 1680 - 1689     | Vân kỵ úy A Mục Nhĩ Đồ 1655 - 1680 - 1689     |  |  |  |  | Vân kỵ úy A Lạt Bố Thản 1680 - 1689 - 1709 | Vân kỵ úy A Lạt Bố Thản 1680 - 1689 - 1709 | Vân kỵ úy A Lạt Bố Thản 1680 - 1689 - 1709 | Vân kỵ úy A Lạt Bố Thản 1680 - 1689 - 1709 | Vân kỵ úy A Lạt Bố Thản 1680 - 1689 - 1709 | Vân kỵ úy A Lạt Bố Thản 1680 - 1689 - 1709 |  |  |  |  |  |  |  |  |  |  |  |  |  |  |  |  |  |  |  |  |
| Thanh Thánh Tổ Khang Hi 1654 - 1722        | Thanh Thánh Tổ Khang Hi 1654 - 1722        | Thanh Thánh Tổ Khang Hi 1654 - 1722        | Thanh Thánh Tổ Khang Hi 1654 - 1722        | Thanh Thánh Tổ Khang Hi 1654 - 1722        | Thanh Thánh Tổ Khang Hi 1654 - 1722        |  |  |        |  | Vân kỵ úy A Mục Nhĩ Đồ 1655 - 1680 - 1689                | Vân kỵ úy A Mục Nhĩ Đồ 1655 - 1680 - 1689     | Vân kỵ úy A Mục Nhĩ Đồ 1655 - 1680 - 1689     | Vân kỵ úy A Mục Nhĩ Đồ 1655 - 1680 - 1689     | Vân kỵ úy A Mục Nhĩ Đồ 1655 - 1680 - 1689     | Vân kỵ úy A Mục Nhĩ Đồ 1655 - 1680 - 1689     |  |  |  |  | Vân kỵ úy A Lạt Bố Thản 1680 - 1689 - 1709 | Vân kỵ úy A Lạt Bố Thản 1680 - 1689 - 1709 | Vân kỵ úy A Lạt Bố Thản 1680 - 1689 - 1709 | Vân kỵ úy A Lạt Bố Thản 1680 - 1689 - 1709 | Vân kỵ úy A Lạt Bố Thản 1680 - 1689 - 1709 | Vân kỵ úy A Lạt Bố Thản 1680 - 1689 - 1709 |  |  |  |  |  |  |  |  |  |  |  |  |  |  |  |  |  |  |  |  |
| Dĩ cách Bối tử Dận Đường 1683 - 1726       | Dĩ cách Bối tử Dận Đường 1683 - 1726       | Dĩ cách Bối tử Dận Đường 1683 - 1726       | Dĩ cách Bối tử Dận Đường 1683 - 1726       | Dĩ cách Bối tử Dận Đường 1683 - 1726       | Dĩ cách Bối tử Dận Đường 1683 - 1726       |  |  |        |  | Tam đẳng Thị vệ Ni Nhã Cáp 1695 - 1709 - 1722            | Tam đẳng Thị vệ Ni Nhã Cáp 1695 - 1709 - 1722 | Tam đẳng Thị vệ Ni Nhã Cáp 1695 - 1709 - 1722 | Tam đẳng Thị vệ Ni Nhã Cáp 1695 - 1709 - 1722 | Tam đẳng Thị vệ Ni Nhã Cáp 1695 - 1709 - 1722 | Tam đẳng Thị vệ Ni Nhã Cáp 1695 - 1709 - 1722 |  |  |  |  |                                            |                                            |                                            |                                            |                                            |                                            |  |  |  |  |  |  |  |  |  |  |  |  |  |  |  |  |  |  |  |  |
| Dĩ cách Bối tử Dận Đường 1683 - 1726       | Dĩ cách Bối tử Dận Đường 1683 - 1726       | Dĩ cách Bối tử Dận Đường 1683 - 1726       | Dĩ cách Bối tử Dận Đường 1683 - 1726       | Dĩ cách Bối tử Dận Đường 1683 - 1726       | Dĩ cách Bối tử Dận Đường 1683 - 1726       |  |  |        |  | Tam đẳng Thị vệ Ni Nhã Cáp 1695 - 1709 - 1722            | Tam đẳng Thị vệ Ni Nhã Cáp 1695 - 1709 - 1722 | Tam đẳng Thị vệ Ni Nhã Cáp 1695 - 1709 - 1722 | Tam đẳng Thị vệ Ni Nhã Cáp 1695 - 1709 - 1722 | Tam đẳng Thị vệ Ni Nhã Cáp 1695 - 1709 - 1722 | Tam đẳng Thị vệ Ni Nhã Cáp 1695 - 1709 - 1722 |  |  |  |  |                                            |                                            |                                            |                                            |                                            |                                            |  |  |  |  |  |  |  |  |  |  |  |  |  |  |  |  |  |  |  |  |
|                                            |                                            |                                            |                                            |                                            |                                            |  |  |        |  |                                                          |                                               |                                               |                                               |                                               |                                               |  |  |  |  |                                            |                                            |                                            |                                            |                                            |                                            |  |  |  |  |  |  |  |  |  |  |  |  |  |  |  |  |  |  |  |  |
|                                            |                                            |                                            |                                            |                                            |                                            |  |  |        |  | Dĩ cách Tam đẳng Thị vệ Tứ Bảo 1719 - 1722 - 1740 - 1771 |                                               |                                               |                                               |                                               |                                               |  |  |  |  |                                            |                                            |                                            |                                            |                                            |                                            |  |  |  |  |  |  |  |  |  |  |  |  |  |  |  |  |  |  |  |  |